# 2049 - L'ultima frontiera
2049 - L'ultima frontiera (Precious Find) è un film statunitense del 1996 diretto da Philippe Mora e interpretato da Rutger Hauer e Joan Chen.

## Trama
Moon City Bar, giorno di Natale. Durante una partita a poker Armond Crile vince, compresa nel piatto, un'analisi spettrografica di Asteroide 18 sul quale forse è stata trovata la megaurite. Intanto Ben, un cercatore, mentre sta cercando lavoro incontra prima Sam Horton e poi Camilla Jones, capitano di una nave. Nel frattempo nella colonia mineraria dell'Asteroide 18 un gruppo di spietati cyborg chiamati Jumpers si presenta minaccioso ad un accampamento di minatori, i quali almeno per questa volta riescono a respingerli. Ben e Sam si reincontrano al Moon City Bar e poco dopo giunge anche Camilla. Per la seconda volta entrambi rifiutano di collaborare con il cercatore. Scarface, l'alieno sconfitto a poker da Armond, tende con i suoi scagnozzi un agguato all'uomo ma l'intervento del sopraggiunto Ben lo fa fallire. Giunti in albergo, Crile mostra a Ben la mappa di Asteroide 18, gli occhi del ragazzo sembrano illuminarsi, è sicuro che porti alla preziosa megaurite, motivo per cui tenta di convincere l'altro ad unirsi a lui. Insieme si recano da Sam possessore di un cargo per coinvolgerlo.
I tre soci dopo aver acquistato l'attrezzatura mancante da Kosnikov, mercante e ricettatore, partono fiduciosi alla volta di Asteroide 18.
Una volta accampatisi iniziano gli scavi, ma questi si dimostrano del tutto infruttuosi, fino a quando Sam dopo essersi trovato nel bel mezzo di un "vortice solare" non si risveglia tra frammenti del prezioso minerale. Dal quel momento il filone sembra davvero inesauribile e tutto filare liscio fino a quando, a causa di un incidente rimangono a corto di acqua e uno di loro, estratto a sorte, dovrà tornare indietro. Il sorteggio fa cadere questo compito su Ben. Il ragazzo tornato a Moon City è costretto a rivolgersi a Kosnikov ma l'unico modo di convincerlo è quello di mostrargli una pepita. Presto anche Camilla viene a conoscenza di quella pepita e si avvia a parlare con il giovane cercatore per proporgli un'assunzione. Questa volta sarà lei ad essere respinta, pertanto non le resta altra strada che seguirlo.
Su Asteroide 18 nel frattempo, i cyborg Jumper capitanati dal folle Loo Seki uccidono i minatori. Ben torna dalla sua missione appena in tempo, i compagni hanno finito l'acqua e sono allo stremo delle forze. I lavori ripartono di buon ritmo, ma all'improvviso compaiono Camilla e Salomon che pretendono di poter sfruttare anche loro il filone. Ne nasce una colluttazione che si conclude con un nuovo accordo: una società a cinque. Crile preso dalla febbre dell'oro, in un eccesso di zelo usa troppo esplosivo, danneggiando la grotta e facendo crollare la volta sul povero Ben, il quale fortunatamente ne esce illeso. A complicare le cose arrivano i Jumper a sondare il terreno. È giunto il momento di chiudere la ricerca, fare un ultimo carico e far saltare la miniera prima del loro ritorno.
Il primo a tradire è Salomon che si impossessa di tutto il carico e tenta di eliminare Ben e Sam, mentre Armond è fuori combattimento perché sedato a causa delle sue intemperanze. I Jumpers ritornati all'accampamento trovano Crile solo e abbandonato da tutti. Stringono un accordo con lui per ritrovare la megaurite scomparsa.
Per ultimi lasciano l'asteroide anche Sam e Ben, ancora vivi ma malconci. Sam decide di stabilirsi nella colonia spaziale dove si sono presi cura delle sue ferite e di rinunciare alla sua parte, Ben invece riparte per Moon City. La follia di Salomon aumenta e in uno scontro con il suo capo rimane ucciso. Ora è Camila ad avere tutto il tesoro ma non può convertirlo perché priva della concessione mineraria in possesso di Ben. Crile, trasformato in un Jumper, e Loo Seki pedinano Camilla. Il capo dei Jumper tradisce il compagno pugnalandolo e cattura la ragazza per farsi portare al tesoro ma improvvisamente giunge Ben che aggredendolo la libera e fugge insieme a lei. Ben e Camilla monetizzano un po' di megaurite e saldano i conti con Kosnikov, ne inviano un po' a Sam e organizzano il carico per un luogo dove la monetizzazione darà meno all'occhio.
I due ragazzi ormai pronti a partire vengono ritrovati dai Jumper, ma grazie alla pistola acquistata all'emporio di Kosnikov riescono ad avere la meglio. Armond Crile fa la sua ricomparsa, è molto cambiato nell'aspetto e nei modi e ha una strana filosofia. Sale sul cargo e fugge con il bottino. Sorprendentemente in prossimità della Luna, scarica tutto il minerale e sé stesso nella discarica solitamente usata da Sam nel suo lavoro. Tre mesi dopo. Sam si è stancato della sua vita tranquilla sulla colonia e raggiunge sulla Terra Ben e Camilla in procinto di sposarsi. Avendo speso la sua parte nell'acquisto di un nuovo cargo, propone loro una nuova avventura.

## Personaggi
- Armond Crile - Era un pezzo grosso incasinatosi e finito in prigione. Ora libero, cerca fortuna su Moon City. È il personaggio il cui carattere cambia più spesso nello sviluppo della storia: prima uomo sicuro di sé, poi folle e impulsivo capace di azioni stupide ed infine saggio e riflessivo come un samurai.
- Camilla Jones - Capitano di una nave cargo. È senza dubbio una donna forte, interessata al denaro ma onesta e rispettosa dei patti presi. I rapporti con Salomon si deteriorano proprio perché lui non ha il suo stesso onore.
- Ben - Ben è un cercatore, la sua capacità di fiutare la megaurite ha dell'incredibile. È il motore dell'azione del film e il personaggio che fa da collante a tutti gli altri.
- Sam Horton - Si occupa di trasportare e scaricare immondizia con il suo cargo. Proprio perché possessore di una nave viene coinvolto. È onesto ed ha grande simpatia per Ben che considera quasi un figlio.
- Salomon - È l'assistente di Camilla. Forte fisicamente ma debole psicologicamente, la sua poca fiducia nel prossimo lo isola e lo porta a scelte sbagliate.
- Loo Seki - Capo dei Jumpers. Spietata macchina di morte, desideroso di arricchirsi alle spalle dei poveri cercatori. Un Samurai robot che combatte a colpi di spada.
- Kosnikov - Ricettatore e gestore dell'emporio di Moon City. Ha uno sguardo angosciante e grande interesse per tutto ciò che può farlo arricchire.

## Produzione
Il ricettatore Kosnikov è interpretato da Philippe Mora, regista del film. Alla fine dei titoli di coda dopo il canonico THE END, compare un curioso MAYBE. Anche sulla luna è presente, ironicamente, un albergo della catena Hilton.

### Ambientazione
- Moon City - È una città orbitante della Luna altamente tecnologica. È un crocevia di razze aliene che si ritrovano lì per lavoro. Il Moon City Bar è il luogo di ritrovo più frequentato, dove si può bere, giocare e trovare donne disponibili.
- Asteroide 18 - È un brullo corpo celeste ricco di minerali: rame, titanio e megaurite. Popolato solo da minatori in cerca di fortuna e da criminali pronti a tutto.